# 伍茲堡 (紐約州)
伍茲堡（英語：Woodsburgh）是位於美國紐約州拿騷縣的村。

## 人口
根據2020年美國人口普查的數據，伍茲堡的面積為0.99平方千米，當中陸地面積為0.88平方千米，而水域面積為0.11平方千米。當地共有人口897人，而人口密度為每平方千米906人。